# Scheldeprijs 2005
De 93e editie van de Scheldeprijs werd gereden op woensdag 13 april 2005 over een afstand van 200 km. Rabobank-renner Thorwald Veneberg versloeg Litouws renner Tomas Vaitkus in een spurt met twee nadat beide renners 57 km aan de leiding hadden gereden. Het was de eerste profzege van de Nederlander.

## Uitslag
| rang | renner            | land                | tijd       |
| ---- | ----------------- | ------------------- | ---------- |
| 1    | Thorwald Veneberg | Nederland           | 4u 30' 00" |
| 2    | Tomas Vaitkus     | Litouwen            | z.t.       |
| 3    | Simone Cadamuro   | Italië              | op 4.39    |
| 4    | Tom Boonen        | België              | op 4.41    |
| 5    | Niko Eeckhout     | België              | op 4.54    |
| 6    | Steffen Radochla  | Duitsland           | z.t.       |
| 7    | Henk Vogels       | Australië Nederland | z.t.       |
| 8    | Jurgen Van Loocke | België              | z.t.       |
| 9    | Jukka Vastaranta  | Finland             | op 4.57    |
| 10   | Jarosław Zarębski | Polen               | z.t.       |